# Llista d'objectes NGC (2000-2999)
Aquesta és una llista d'objectes 1000-1999 del New General Catalogue (NGC). El catàleg astrònomic comprèn principalment cúmuls estel·lars, nebuloses, i galàxies. Altres objectes del catàleg es poden trobar en les subpàgines de la llista d'objectes NGC. La informació sobre les constel·lacions d'aquestes taules és presa de The Complete New General Catalogue and Index Catalogue of Nebulosae and Estrella Clusters by J. L. E. Dreyer, al que s'ha accedit fent servir el VizieR Service. Els tipus de galàxies s'han identificat fent servir la NASA/IPAC Extragalactic Database. La resta de dades d'aquestes taules són de SIMBAD Astronomical Database llevat que s'indiqui el contrari.

## 2000-2099
| Número del NGC | Altres noms                                        | Tipus d'objecte        | Constel·lació | Ascensió recta (J2000) | Declinació (J2000) | Magnitud aparent |
| -------------- | -------------------------------------------------- | ---------------------- | ------------- | ---------------------- | ------------------ | ---------------- |
| 2000           |                                                    | Cúmul obert            | Mensa         | 05h 27m 30s            | −71° 53′           | 12.3             |
| 2014           |                                                    | Associació d'estrelles | Dorado        | 05h 32m 24s            | −67° 41′           | 9.2              |
| 2020           |                                                    | Nebulosa difusa        | Dorado        | 05h 33m 12s            | −67° 43′           |                  |
| 2021           |                                                    | Associació d'estrelles | Dorado        | 05h 33m 30s            | −67° 27′           | 12.1             |
| 2022           |                                                    | Nebulosa planetària    | Orió          | 05h 42m 06.2s          | +09° 05′ 11″       | 14.9             |
| 2023           |                                                    | Nebulosa difusa        | Orió          | 05h 41m 37.9s          | −02° 15′ 52″       |                  |
| 2024           | Nebulosa de la flama                               | Nebulosa d'emissió     | Orió          | 05h 41m 43s            | −01° 51′           |                  |
| 2025           |                                                    | Cúmul obert            | Mensa         | 05h 32m 33s            | −71° 43′           | 11.2             |
| 2043           |                                                    | Cúmul obert            | Mensa         | 05h 35m 56.7s          | −70° 04′ 23″       |                  |
| 2068           | Messier 78                                         | Nebulosa difusa        | Orió          | 05h 46m 46.7s          | +00° 00′ 50″       | 8.0              |
| 2070           | 30 Doradus (Ubicada a la Nebulosa de la Taràntula) | Cúmul obert            | Dorado        | 05h 38m 42s            | −69° 06′           | 7.3              |
| 2080           |                                                    | Cúmul obert            | Dorado        | 05h 39m 44s            | −69° 39′           | 10.4             |
| 2090           |                                                    | Galàxia espiral        | Columba       | 05h 47m 02.3s          | −34° 15′ 05″       | 11.9             |
| 2099           | Messier 37                                         | Cúmul obert            | Auriga        | 05h 52m 19s            | +32° 33′           | 6.2              |

## 2100-2199
| Número del NGC | Altres noms          | Tipus d'objecte | Constel·lació  | Ascensió recta (J2000) | Declinació (J2000) | Magnitud aparent |
| -------------- | -------------------- | --------------- | -------------- | ---------------------- | ------------------ | ---------------- |
| 2146           |                      | Galàxia espiral | Camelopardalis | 06h 18m 37.5s          | +78° 21′ 21″       | 11.1             |
| 2158           |                      | Cúmul obert     | Gemini         | 06h 07m 25s            | +24° 06′           | 9.5              |
| 2168           | Messier 35           | Cúmul obert     | Gemini         | 06h 09m                | +24° 21′           | 5.3              |
| 2169           |                      | Cúmul obert     | Orió           | 06h 08m 32.5s          | +13° 57′ 57″       | 6.0              |
| 2170           |                      | Nebulosa difusa | Monoceros      | 06h 07m 48s            | −06° 23′           |                  |
| 2171           |                      | Cúmul obert     | Mensa          | 05h 58m 26.2s          | −70° 39′ 15″       |                  |
| 2172           |                      | Cúmul obert     | Dorado         | 06h 00m 05s            | −68° 38′           | 11.9             |
| 2173           |                      | Cúmul globular  | Mensa          | 05h 57m 39.7s          | −72° 58′ 41″       | 12.7             |
| 2174           |                      | Nebulosa difusa | Orió           | 06h 10m                | +20° 30′           | 6.8              |
| 2175           | (Ubicada a NGC 2174) | Cúmul obert     | Orió           | 06h 10m                | +20° 30′           | 6.8              |
| 2194           |                      | Cúmul obert     | Orió           | 06h 13m 42.4s          | +12° 48′ 06″       | 9.0              |

## 2200-2299
| Número del NGC | Altres noms                                | Tipus d'objecte | Constel·lació | Ascensió recta (J2000) | Declinació (J2000) | Magnitud aparent |
| -------------- | ------------------------------------------ | --------------- | ------------- | ---------------------- | ------------------ | ---------------- |
| 2204           |                                            | Cúmul obert     | Canis Major   | 06h 15m 09s            | −18° 39′           | 9.4              |
| 2207           |                                            | Galàxia espiral | Canis Major   | 06h 16m 22.1s          | −21° 22′ 20″       | 11.4             |
| 2237           | (Part de la Nebulosa de la Roseta)         | Nebulosa difusa | Monoceros     | 06h 33m 45s            | +05° 00′           | 9                |
| 2238           | (Part de la Nebulosa de la Roseta)         | Nebulosa difusa | Monoceros     | 06h 33m                | +05°               | 9                |
| 2239           | (Ubicada a Rosette Nebula)                 | Cúmul obert     | Monoceros     | 06h 32m                | +04° 56′           | 5.3              |
| 2244           | Cúmul Satèl·lit (Ubicada a Rosette Nebula) | Cúmul obert     | Monoceros     | 06h 30m 55.8s          | +04° 58′ 30″       | 5.3              |
| 2246           | (Part de la Nebulosa de la Roseta)         | Nebulosa difusa | Monoceros     | 06h 32m                | +05° 07′           | 9                |
| 2261           | Nebulosa Variable del Hubble               | Nebulosa difusa | Monoceros     | 06h 39m 10s            | +08° 45′           |                  |
| 2264           | Cúmul de l'Arbre de Nadal                  | Cúmul obert     | Monoceros     | 06h 41m                | +09° 53′           | 3.9              |
| 2266           |                                            | Cúmul obert     | Gemini        | 06h 43m                | +26° 58′           | 9.5              |
| 2276           |                                            | Galàxia espiral | Cepheus       | 07h 27m 17.5s          | +85° 45′ 14″       | 12.3             |
| 2286           |                                            | Cúmul obert     | Monoceros     | 06h 48m                | −03° 10′           | 8.2              |
| 2287           | Messier 41                                 | Cúmul obert     | Canis Major   | 06h 46m                | −20° 46′           | 4.9              |
| 2298           |                                            | Cúmul globular  | Puppis        | 06h 48m 59.2s          | −36° 00′ 19″       | 10.8             |
| 2299           |                                            |                 | Monoceros     | 06h 51m                | −07° 00′           |                  |

## 2300-2399
| Número del NGC | Altres noms                                       | Tipus d'objecte     | Constel·lació  | Ascensió recta (J2000) | Declinació (J2000) | Magnitud aparent |
| -------------- | ------------------------------------------------- | ------------------- | -------------- | ---------------------- | ------------------ | ---------------- |
| 2300           |                                                   | Galàxia lenticular  | Cepheus        | 07h 32m 21.8s          | +85° 42′ 32″       | 12.2             |
| 2323           | Messier 50                                        | Cúmul obert         | Monoceros      | 07h 02m 48s            | −08° 23′           | 6.3              |
| 2336           |                                                   | Galàxia espiral     | Camelopardalis | 07h 27m 03.7s          | +80° 10′ 42″       | 13.5             |
| 2346           |                                                   | Nebulosa planetària | Monoceros      | 07h 09m 22.5s          | −00° 48′ 24″       | 10.8             |
| 2349           |                                                   | (Desconegut)        | Monoceros      | 07h 11m                | −08° 36′           |                  |
| 2359           |                                                   | Nebulosa difusa     | Canis Major    | 07h 18m 30s            | −13° 14′           |                  |
| 2360           | Cúmul de Carolina                                 | Cúmul obert         | Canis Major    | 07h 18m                | −15° 38′           | 7.6              |
| 2362           | Cúmul de Tau Canis Majoris                        | Cúmul obert         | Canis Major    | 07h 19m                | −24° 59′           | 4.1              |
| 2363           | (Ubicat en el NGC 2366)                           | Nebulosa difusa     | Camelopardalis | 07h 28m 29.8s          | +69° 11′ 33″       | 15.5             |
| 2366           |                                                   | Galàxia irregular   | Camelopardalis | 07h 28m 51.9s          | +69° 12′ 31″       | 11.6             |
| 2371           | (Duplicat de NGC 2372; també anomenat NGC 2371-2) | Nebulosa planetària | Gemini         | 07h 25m 34.7s          | +29° 29′ 26″       | 14.5             |
| 2372           | (Duplicat de NGC 2371; també anomenat NGC 2371-2) | Nebulosa planetària | Gemini         | 07h 25m 34.7s          | +29° 29′ 26″       | 14.5             |
| 2392           | Nebulosa de la Cara de Pallasso                   | Nebulosa planetària | Gemini         | 07h 29m 10.8s          | +20° 54′ 42″       | 10.3             |

## 2400-2499
| Número del NGC | Altres noms                       | Tipus d'objecte     | Constel·lació  | Ascensió recta (J2000) | Declinació (J2000) | Magnitud aparent |
| -------------- | --------------------------------- | ------------------- | -------------- | ---------------------- | ------------------ | ---------------- |
| 2403           |                                   | Galàxia espiral     | Camelopardalis | 07h 36m 50.6s          | +65° 36′ 10″       | 8.9              |
| 2409           |                                   | Cúmul obert         | Puppis         | 07h 32m                | −17° 11′           | 7.5              |
| 2419           |                                   | Cúmul globular      | Lynx           | 07h 38m 08.5s          | +38° 52′ 55″       | 9.06             |
| 2422           | Messier 47                        | Cúmul obert         | Puppis         | 07h 37m                | −14° 29′           | 4.4              |
| 2437           | Messier 46                        | Cúmul obert         | Puppis         | 07h 42m                | −14° 49′           | 6.3              |
| 2438           |                                   | Nebulosa planetària | Puppis         | 07h 41m 51.4s          | −14° 43′ 55″       | 10.8             |
| 2440           |                                   | Nebulosa planetària | Puppis         | 07h 41m 54.9s          | −18° 12′ 30″       | 18.9             |
| 2442           |                                   | Galàxia espiral     | Volans         | 07h 36m 23.9s          | −69° 31′ 47″       | 11.2             |
| 2443           | (Duplicat de NGC 2442)            | Galàxia espiral     | Volans         | 07h 36m 23.9s          | −69° 31′ 47″       | 11.2             |
| 2447           | Messier 93; Cúmul de la Papallona | Cúmul obert         | Puppis         | 07h 45m                | −23° 52′           | 6.6              |
| 2451           |                                   | Cúmul obert         | Puppis         | 07h 45m                | −37° 58′           | 10.0             |
| 2460           |                                   | Galàxia espiral     | Camelopardalis | 07h 56m 52.4s          | +60° 20′ 57″       | 12.5             |
| 2477           |                                   | Cúmul obert         | Puppis         | 07h 52m                | −38° 32′           | 6.6              |
| 2491           |                                   | Galàxia             | Canis Minor    | 07h 58m 27.4s          | +07° 59′ 02″       | 15.6             |

## 2500-2599
| Número del NGC | Altres noms               | Tipus d'objecte    | Constel·lació           | Ascensió recta (J2000) | Declinació (J2000) | Magnitud aparent |
| -------------- | ------------------------- | ------------------ | ----------------------- | ---------------------- | ------------------ | ---------------- |
| 2500           |                           | Galàxia espiral    | Lynx                    | 08h 01m 53.2s          | +50° 44′ 13″       | 12.3             |
| 2516           |                           | Cúmul obert        | Carina                  | 07h 58m                | −60° 45′           | 3.8              |
| 2535           |                           | Galàxia espiral    | Constel·lació del Cranc | 08h 11m 13.6s          | +25° 12′ 24″       | 13.0             |
| 2536           |                           | Galàxia espiral    | Constel·lació del Cranc | 08h 11m 16.1s          | +25° 10′ 45″       | 14.5             |
| 2537           | Galàxia de l'Urpa de l'Ós | Galàxia irregular  | Lynx                    | 08h 13m 14.6s          | +45° 59′ 30″       | 11.7             |
| 2541           |                           | Galàxia espiral    | Lynx                    | 08h 14m 40.4s          | +49° 03′ 42″       | 13.0             |
| 2546           |                           | Cúmul obert        | Puppis                  | 08h 12m                | −37° 37′           | 6.5              |
| 2547           |                           | Cúmul obert        | Vela                    | 08h 10m 25.7s          | −49° 10′ 03″       | 4.8              |
| 2548           | Messier 48                | Cúmul obert        | Hydra                   | 08h 14m                | −05° 45′           | 6.1              |
| 2549           |                           | Galàxia lenticular | Lynx                    | 08h 18m 58.4s          | +57° 48′ 10″       | 12.1             |
| 2550           |                           | Galàxia espiral    | Camelopardalis          | 08h 24m 33.9s          | +74° 00′ 43″       | 13.1             |
| 2551           |                           | Galàxia espiral    | Camelopardalis          | 08h 24m 50.5s          | +73° 24′ 44″       | 12.7             |
| 2552           |                           | Galàxia irregular  | Lynx                    | 08h 19m 19.6s          | +50° 00′ 28″       | 13.5             |

## 2600-2699
| Número del NGC | Altres noms                    | Tipus d'objecte        | Constel·lació           | Ascensió recta (J2000) | Declinació (J2000) | Magnitud aparent |
| -------------- | ------------------------------ | ---------------------- | ----------------------- | ---------------------- | ------------------ | ---------------- |
| 2608           |                                | Barred Galàxia espiral | Constel·lació del Cranc | 08h 17m .3s            | +28° 28′ 22″       | 3.2              |
| 2632           | Messier 44; Cúmul del Pessebre | Cúmul obert            | Constel·lació del Cranc | 08h 40m                | +19° 41′           | 3.2              |
| 2682           | Messier 67                     | Cúmul obert            | Constel·lació del Cranc | 08h 51m 18s            | +11° 48′           | 6.9              |
| 2683           |                                | Galàxia espiral        | Lynx                    | 8h 52m 41.7s           | +33° 25′ 10″       | 9.7              |

## 2700-2799
| Número del NGC | Altres noms           | Tipus d'objecte    | Constel·lació           | Ascensió recta (J2000) | Declinació (J2000) | Magnitud aparent |
| -------------- | --------------------- | ------------------ | ----------------------- | ---------------------- | ------------------ | ---------------- |
| 2715           |                       | Galàxia espiral    | Camelopardalis          | 09h 08m 06.1s          | +78° 05′ 07″       | 11.9             |
| 2736           | Nebulosa del Llapis   | Nebulosa difusa    | Vela                    | 09h 00m                | −45° 57′           |                  |
| 2770           | Fàbrica de supernoves | Galàxia espiral    | Lynx                    | 09h 09m 33.7s          | +33° 07′ 25″       | 12.0             |
| 2775           |                       | Galàxia espiral    | Constel·lació del Cranc | 09h 10m 20.1s          | +07° 02′ 18″       | 11.4             |
| 2787           |                       | Galàxia lenticular | Ursa Major              | 09h 19m 18.9s          | +69° 12′ 12″       | 11.7             |
| 2798           |                       | Galàxia espiral    | Lynx                    | 09h 17m 23.0s          | +41° 59′ 58″       | 13.2             |
| 2799           |                       | Galàxia irregular  | Lynx                    | 09h 17m 31.2s          | +41° 59′ 36″       | 14.4             |

## 2800-2899
| Número del NGC | Altres noms | Tipus d'objecte                    | Constel·lació           | Ascensió recta (J2000) | Declinació (J2000) | Magnitud aparent |
| -------------- | ----------- | ---------------------------------- | ----------------------- | ---------------------- | ------------------ | ---------------- |
| 2808           |             | Cúmul globular                     | Carina                  | 09h 12m 02.6s          | −64° 51′ 46″       | 7.8              |
| 2812           |             | Galàxia lenticular/Galàxia espiral | Constel·lació del Cranc | 09h 17m 40.8s          | +19° 55′ 08″       | 15.7             |
| 2813           |             | Galàxia lenticular                 | Constel·lació del Cranc | 09h 17m 45.4s          | +19° 54′ 24″       | 12.4             |
| 2818           |             | Nebulosa planetària                | Pyxis                   | 09h 16m 01.7s          | −36° 37′ 39″       | 12.5             |
| 2818a          |             | Cúmul obert                        | Pyxis                   |                        |                    |                  |
| 2841           |             | Galàxia espiral                    | Ursa Major              | 09h 22m 02.0s          | +50° 58′ 40″       | 9.9              |
| 2859           |             | Galàxia lenticular                 | Leo Minor               | 09h 24m 18.7s          | +34° 30′ 49″       | 11.8             |
| 2867           |             | Nebulosa planetària                | Carina                  | 09h 21m 25.4s          | −58° 18′ 401″      | 12.0             |

## 2900-2999
| Número del NGC | Altres noms            | Tipus d'objecte   | Constel·lació | Ascensió recta (J2000) | Declinació (J2000) | Magnitud aparent |
| -------------- | ---------------------- | ----------------- | ------------- | ---------------------- | ------------------ | ---------------- |
| 2903           |                        | Galàxia espiral   | Leo           | 09h 32m 09.7s          | +21° 30′ 03″       | 9.8              |
| 2915           |                        | Galàxia irregular | Chamaeleon    | 09h 26m 11.5s          | −76° 37′ 35″       | 13.2             |
| 2935           |                        | Galàxia espiral   | Hydra         | 09h 36m 44.6s          | −21° 07′ 41″       | 10.9             |
| 2964           |                        | Galàxia espiral   | Leo           | 09h 42m 54.2s          | +31° 50′ 49″       | 12.0             |
| 2968           |                        | Galàxia irregular | Leo           | 09h 43m 12.1s          | +31° 55′ 42″       | 13.1             |
| 2972           |                        | Cúmul obert       | Vela          | 09h 40m 28.5s          | −50° 20′ 10″       | 10.7             |
| 2976           |                        | Galàxia espiral   | Ursa Major    | 09h 47m 15.5s          | +67° 55′ 03″       | 10.9             |
| 2997           |                        | Galàxia espiral   | Antlia        | 09h 45m 38.7s          | −31° 11′ 25″       | 10.3             |
| 2998           |                        | Galàxia espiral   | Ursa Major    | 09h 48m 43.6s          | +44° 04′ 51″       | 13.3             |
| 2999           | (Duplicat de NGC 2972) | Cúmul obert       | Vela          | 09h 40m 28.5s          | −50° 20′ 10″       | 10.7             |